# Carlotta Alberghini
Carlotta Alberghini (2 febbraio 2000) è un'artista marziale italiana.

## Biografia
Inizia a praticare jujitsu nella palestra di Pieve di Cento (attuale Jujitsu Shinsen) nel 2012 sotto la guida del maestri campioni del mondo Michele Vallieri e Sara Paganini. Entra a far parte della nazionale senior di Jūjutsu nel 2016 assieme a Francesca Cusinatti per la categoria duo show femminile e duo system femminile